# Ochlodes pseudochraceus
Ochlodes pseudochraceus — вид денних метеликів родини головчаків (Hesperiidae). Описаний у 2023 році.

## Назва
Видова назва pseudochraceus вказує на схожість до Ochlodes ochraceus (Bremer, 1861).

## Поширення
Ендемік Китаю. Поширений у провінціях Чжецзян та Аньхой на сході країни.

## Опис
Вид можна відрізнити від Ochlodes ochraceus та інших видів роду за такими ознаками: O. pseudochraceus має довгі радіальні плями в просторах R3-5, а латеральний відросток фалоса поступово розширюється в дистальній половині чоловічих статевих органів.